# Askarowo
Askarowo (Baschkirisch Асҡар) ist ein Dorf in Russland. Es ist Verwaltungssitz des Rajons und der gleichnamigen Landratsgemeinde Abselilowski.

## Geographie
Die nächtgelege Stadt ist Magnitogorsk. Östlich liegt der Tschebarkulsee.

## Geschichte
Das Dorf wurde in den 1730er-Jahren oder 1755 als Abselilowo gegründet. In den 1930er-Jahren wurde es in Askarowo umbenannt.

## Bevölkerung
| Jahr | Einwohner |
| ---- | --------- |
| 1959 | 2273      |
| 1970 | 3108      |
| 1979 | 4283      |
| 1989 | 5251      |
| 2002 | 7067      |
| 2010 | 7634      |

Anmerkung: Volkszählungsdaten
Die meisten Einwohner sind Baschkiren.